# Stará Bôrová
Stará Bôrová je osada v katastrálním území obce Sklabinský Podzámok v okrese Martin. Osada se nachází v údolí Borovského potoka pod vrchem Bôrová 690 m. Nadmořská výška osady je 442.2 m. Nachází se zde asi osm rodinných domů, ale podle dostupných informací jde o sídlo čistě rekreačního charakteru (tj nežijí zde žádní stálí obyvatelé). Osada nemá žádnou veřejnou budovu a ani autobusovou zastávku, ale vede sem elektrické vedení z osady Mestská Bôrová (u letiště Tomčány) a je zde kanalizace.

## Dějiny
V minulosti byla součástí panství hradu Sklabiňa. Osadu uvádí již Matej Bel ve svém díle "Historicko-zeměpisné znalosti o súvekom Uhersku", který pravidelně vycházel mezi lety 1735 až 1742. Píše o ní: Majer, vsazený do háje s bohatou alodiálnou půdou rodu Révayovcov. Její poloha je velmi výhodná. Obklopena je totiž jednak loukami, jednak obilnými poli a také lesy, v nichž, pokud je příznivý rok lze pozorovat bohatou úrodu jeleních parohů. Kdysi měla rozměrné a hojné rybníky. Po odvodnění změnily se na louky. Tento krátký zápis se uvádí také jako první písemná zmínka o osadě. Další je až z počátků 19. století. Byla zde i malá zvonice.

## Současnost
Dnes jde o zapomenutou osadu v lesích Velké Fatry, přestože o zdejší pozemky mají zájem chalupáři. Výše zmíněná zvonice byla zničena, zvon z ní se v současnosti nachází v kostele v obci Dražkovce. Osada je také východiskem turistických tras směrem na Sklabinský Podzámok a Turčianské Štiavničky. Nachází se zde i chráněný strom - lípa, kterou vidět z cesty, a solární elektrárna.

## Přístup
Nejlepší cesta je z městské části Košúty 1, odkud se pokračuje směrem na panelárnu, ještě při zahrádkářské osadě se odbočí směrem na bývalé JZD. Cesta dále nevede přes most, ale odbočkou doleva na asfaltovou cestu, která se po chvíli mění na polní. Tato stoupá přímo až do osady.